# Eustrophus subaxillaris
Eustrophus subaxillaris là một loài bọ cánh cứng trong họ Tetratomidae. Loài này được Fairmaire miêu tả khoa học đầu tiên năm 1869.